# Kutamogree
Kutamogree is een dorp in het district Central in Botswana. De plaats telt 1035 inwoners (2011).